# تلمبة هاي أبغوئية (قرية الخير)
تلمبة هاي أبغوئية (بالإنجليزية: Tolombeh-ye Hay Abguiyeh)‏ هي منطقة سكنية تقع في إيران في فارس. يقدر عدد سكانها بـ 10 نسمة .